# Gorno Konjsko

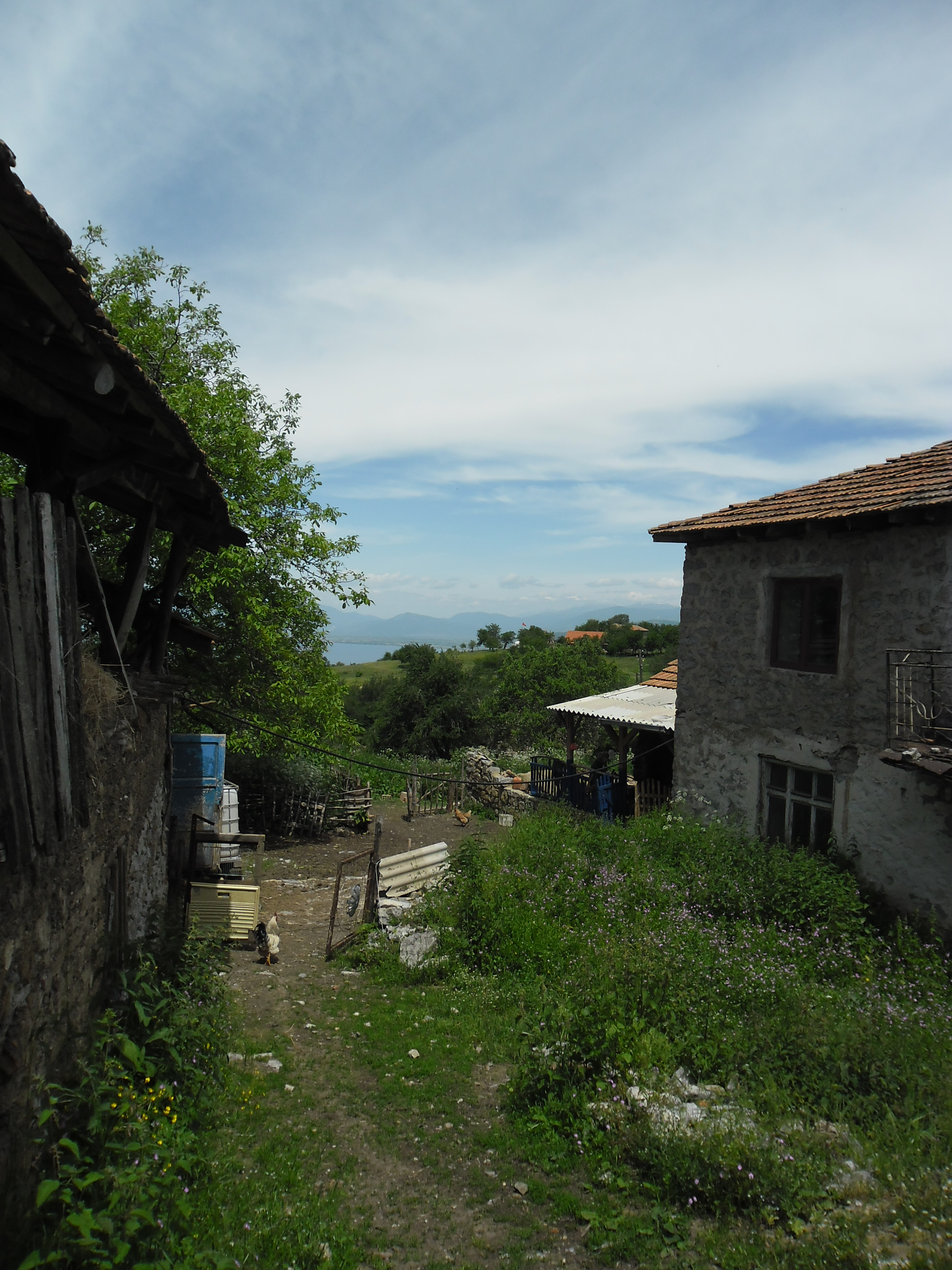
Gorno Konjsko

Gorno Konjsko of kortweg Konjsko (Macedonish: Коњско) is een plaats in Noord-Macedonië. Het ligt op ongeveer 12 km van Ohrid en ligt op ongeveer 1300 meter hoogte. Konjsko telt tegenwoordig slechts drie vaste inwoners.
Na de Tweede Wereldoorlog vertrokken steeds meer mensen door watergebrek uit het dorp. Er is een nieuw dorp Dolno Konjsko onderaan de berg gebouwd. De meeste inwoners zijn vanuit Gorno Konjsko naar dit dorp verhuisd. Daardoor is Gorno Konjsko dus een verlaten en vervallen dorp, met een kerk en begraafplaats (die wel nog bezocht wordt).

## Foto's

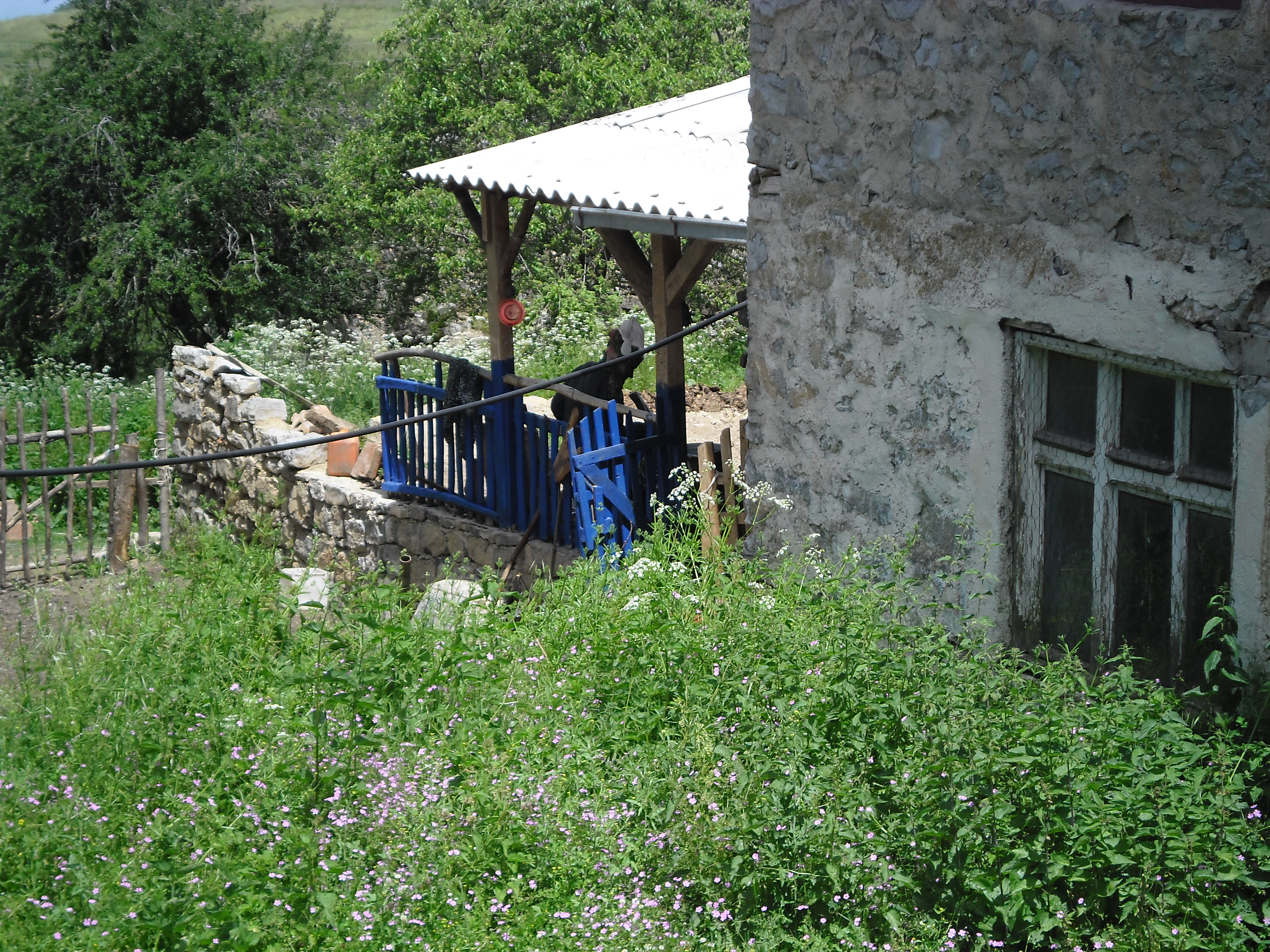
Gorno Konjsko huis van een bewoner
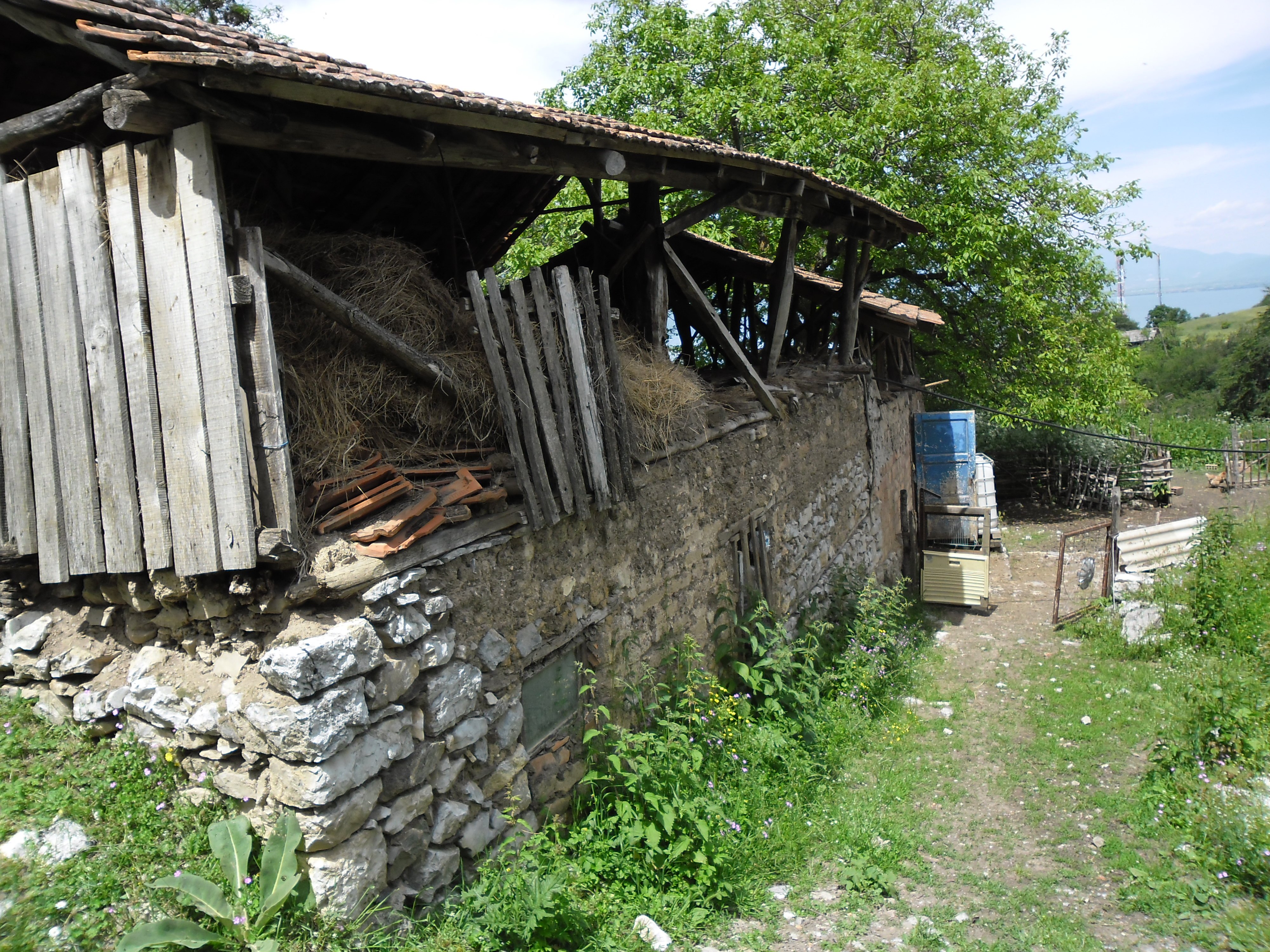
Gorno Konjsko schuur van een bewoner
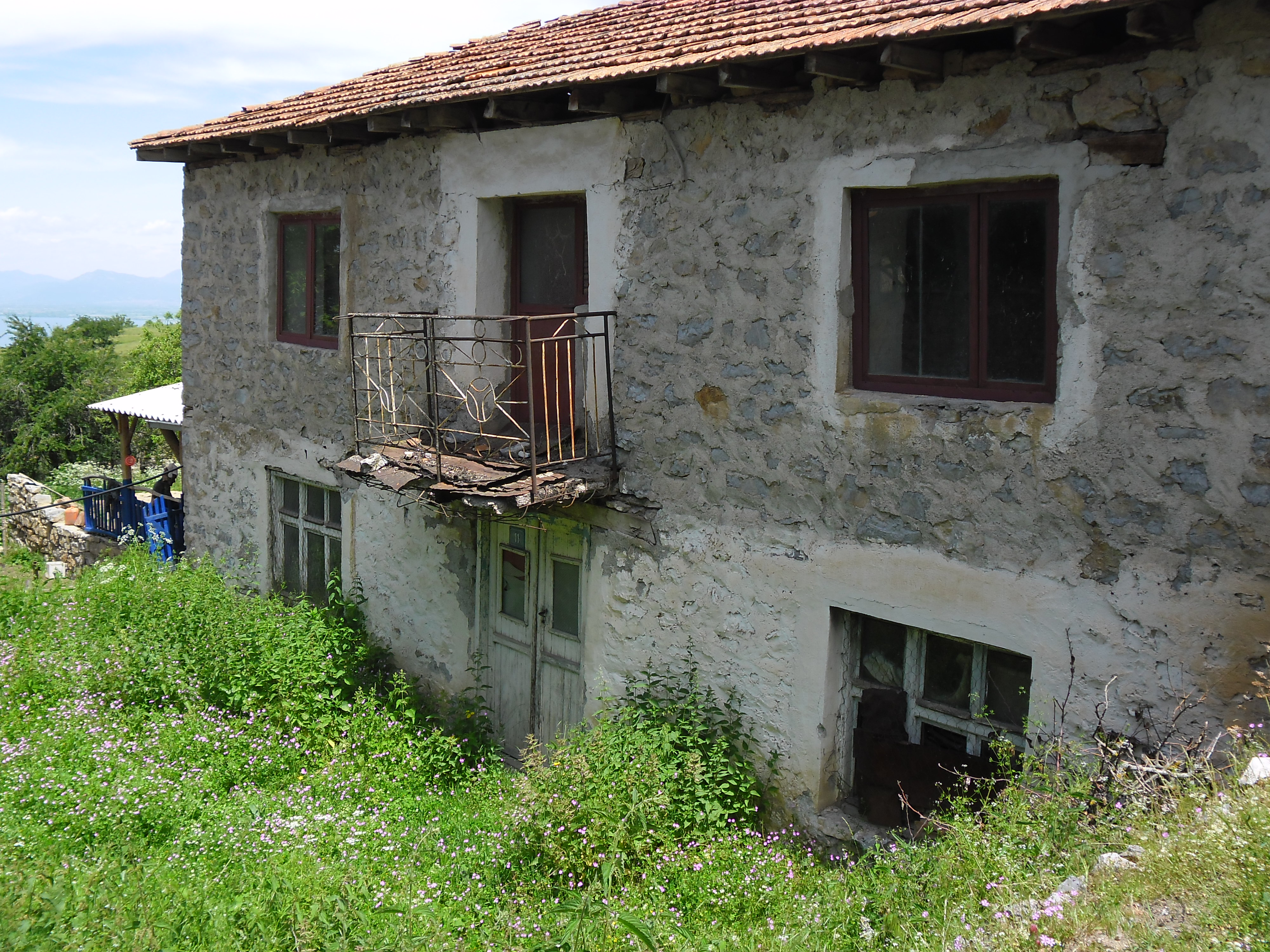
Gorno Konjsko verlaten huis
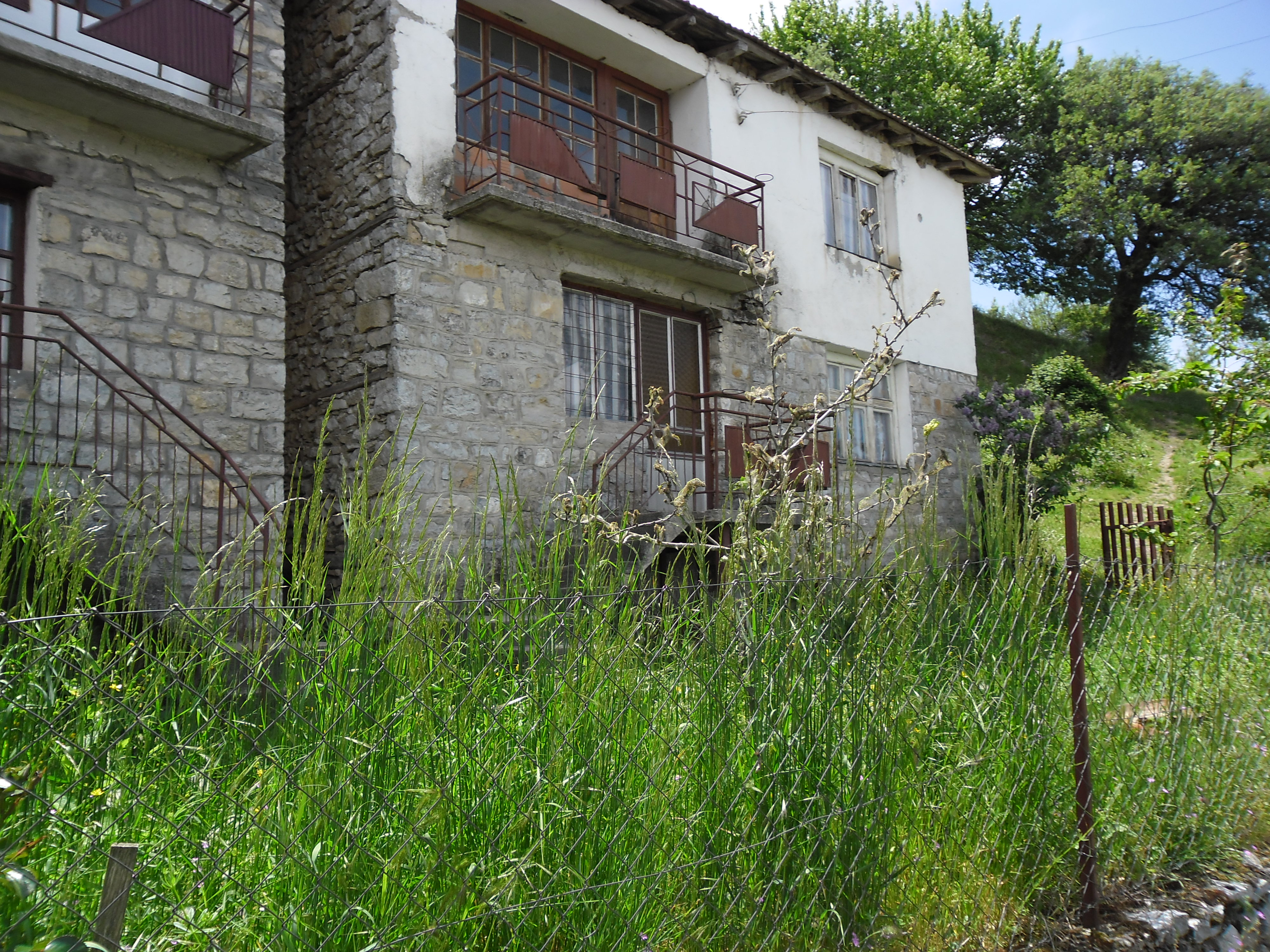
Gorno Konjsko verlaten huis
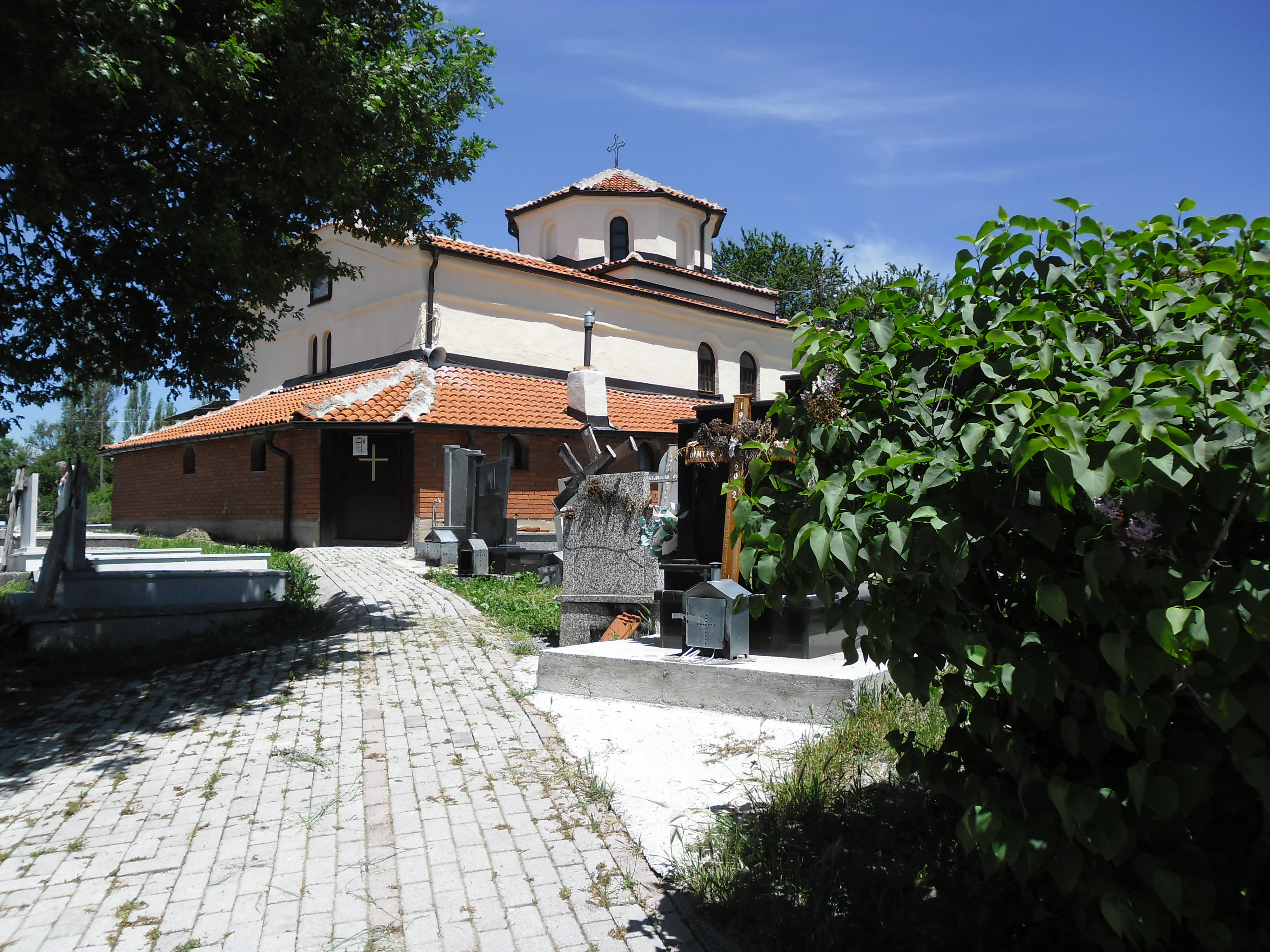
Gorno Konjsko begraafplaats
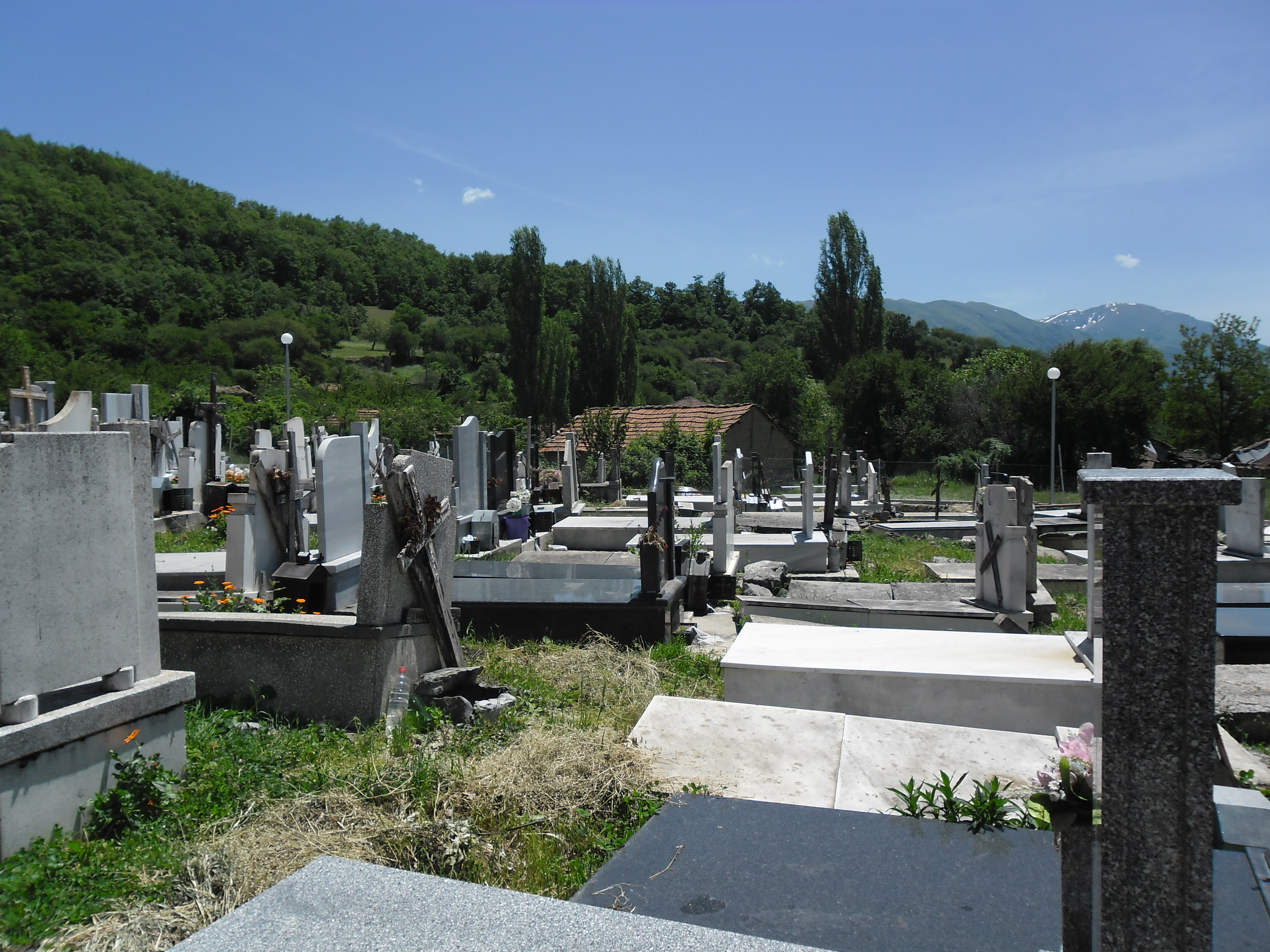
Gorno Konjsko begraafplaats
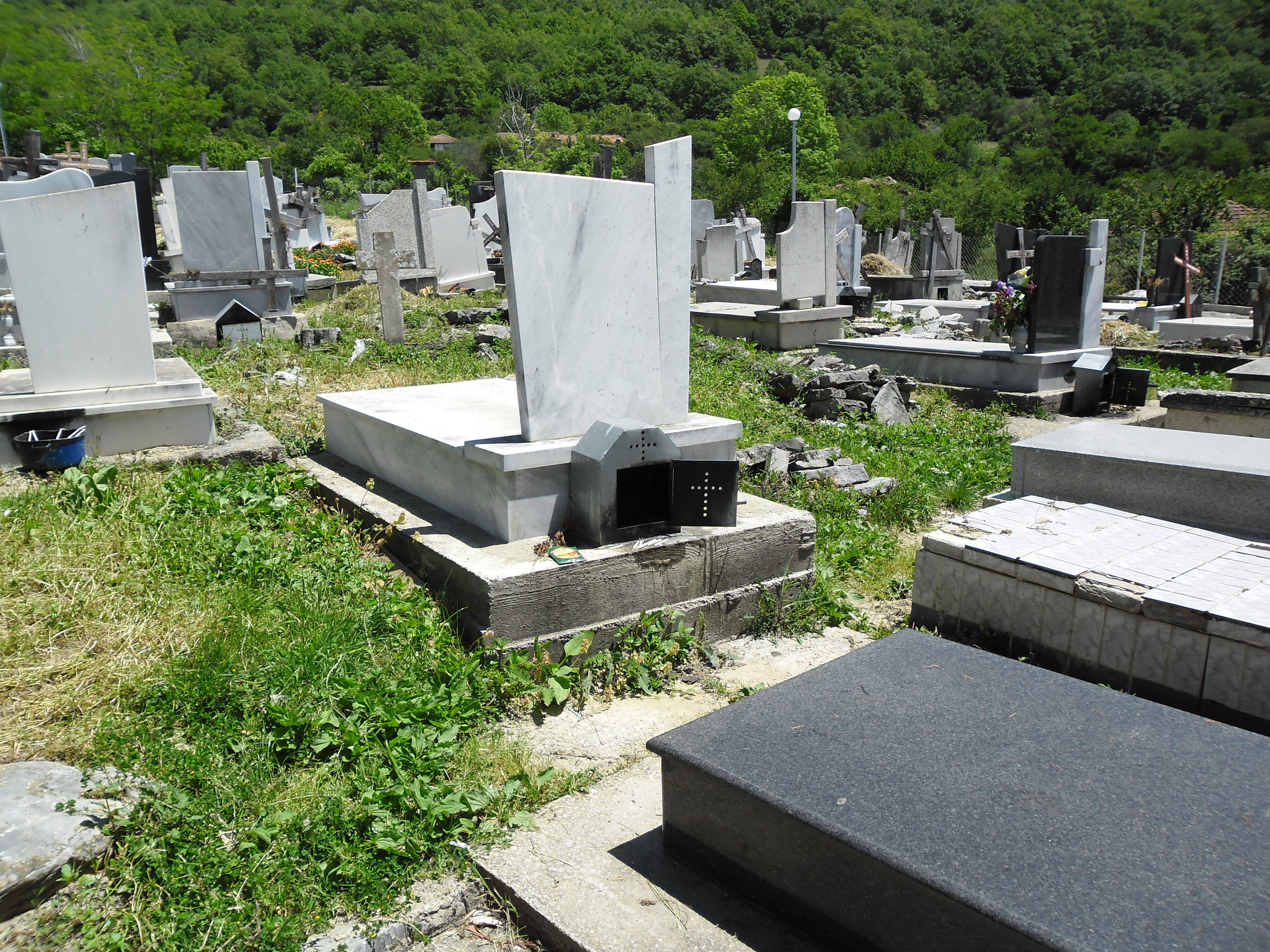
Gorno Konjsko begraafplaats